# Fetichismo pela gravidez
Fetichismo pela gravidez (também conhecido como maiesiofilia ou maieusoforia) é um contexto no qual a gravidez é vista por indivíduos ou culturas como um fenômeno erótico. Pode envolver atração sexual por mulheres grávidas ou que aparentam estar grávidas, atração por lactação, ou atração por estágios específicos da gravidez, como a impregnação ou o parto.

## Características
Não há elementos particulares ou preferenciais dentro da maiesiofilia que sejam comuns a todas as pessoas com esta prafiia. Alguns podem nutrir fantasias relacionadas às circunstâncias em que um indivíduo pode dar à luz, ou às condições sob as quais o sujeito grávido pode se encontrar atuando, como abordagens relativas à mobilidade, ao sono e ao vestuário, sendo até mesmo a náusea matinal considerada atraente; contudo, tudo isso depende da pessoa.[carece de fontes?]

## Cultura

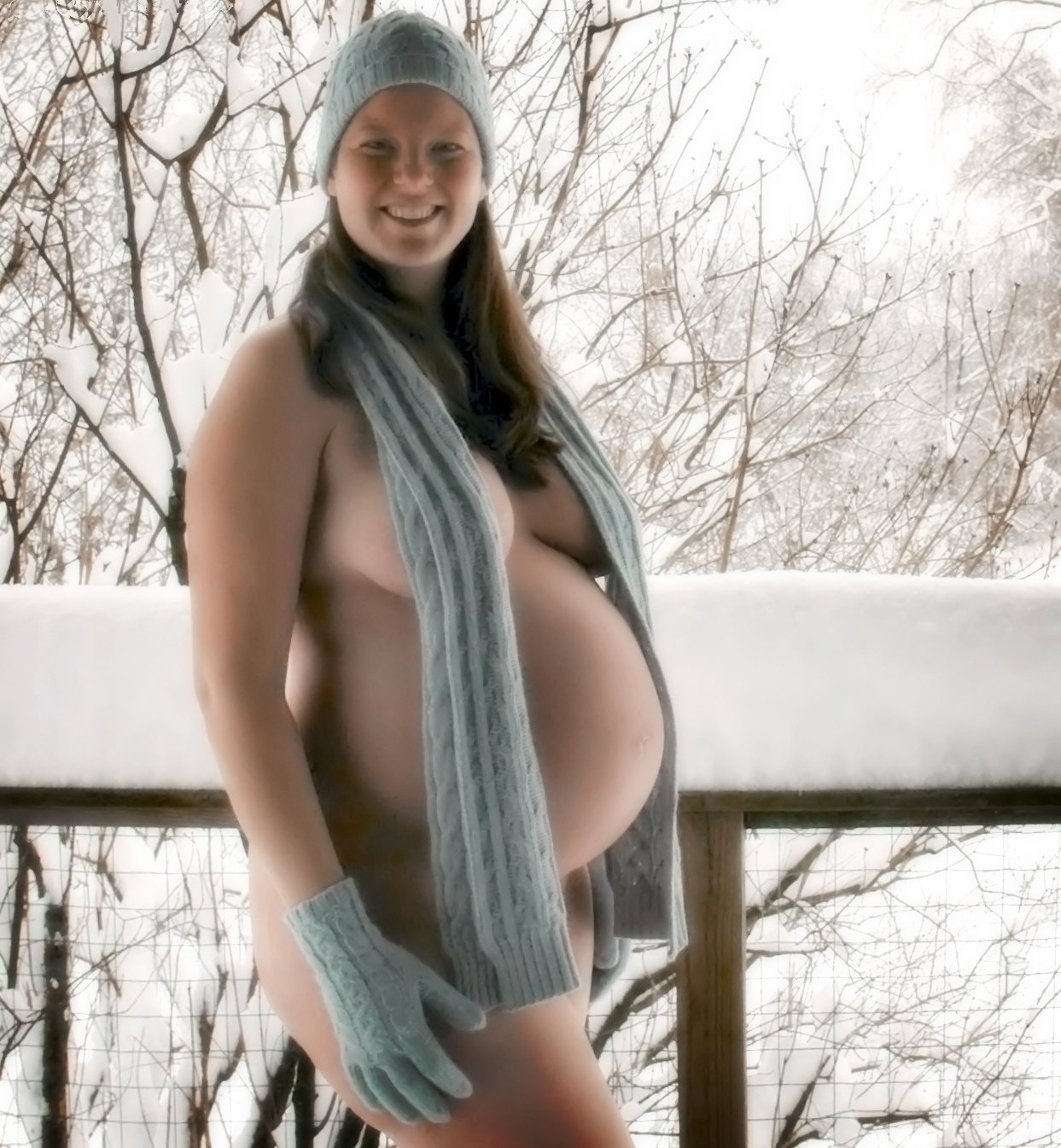
Mulher grávida de 7 meses

A aparição nua da atriz Demi Moore em estágio avançado de gravidez, na capa da revista Vanity Fair em 1991, marcou o início de um período no qual a gravidez passou a ser apresentada por celebridades como um estado glamouroso, além de criar um mercado para fotógrafos produzirem imagens de mães grávidas e para estilistas de moda introduzirem o "estilo para gravidez" em seus negócios.
A gravidez provou ser um tema muito popular no mundo da Pornografia na internet, onde as buscas por 'pornô de gravidez' dispararam no Pornhub em 2017, com um aumento de 20% nas buscas desde 2014.
As fantasias de impregnação são caracterizadas pela excitação ou gratificação decorrentes da possibilidade, das consequências ou do risco de impregnação por meio do sexo vaginal desprotegido. Tais fantasias costumam ser exploradas através da leitura de literatura erótica e da prática de jogos de interpretação com um parceiro.[carece de fontes?]